# Минхвајлер на Анлсенци
Минхвајлер на Анлсенци (њем. Münchweiler an der Alsenz) општина је у њемачкој савезној држави Рајна-Палатинат. Једно је од 81 општинског средишта округа Донерсберг. Према процјени из 2010. у општини је живјело 1.233 становника. Посједује регионалну шифру (AGS) 7333048.

## Географски и демографски подаци
Минхвајлер на Анлсенци се налази у савезној држави Рајна-Палатинат у округу Донерсберг. Општина се налази на надморској висини од 259 метара. Површина општине износи 7,1 km². У самом мјесту је, према процјени из 2010. године, живјело 1.233 становника. Просјечна густина становништва износи 174 становника/km².